# مغيطن ولاد سليمان (غشيوة)
مغيطن ولاد سليمان هو دُوَّار يقع بجماعة صفصاف، إقليم سيدي قاسم، جهة الرباط سلا القنيطرة في المملكة المغربية. ينتمي الدوّار لمشيخة غشيوة التي تضم 11 دوار. يقدر عدد سكانه بـ 937 نسمة حسب الإحصاء الرسمي للسكان والسكنى لسنة 2004.

## روابط خارجية
- البوابة الوطنية للجماعات الترابية نسخة محفوظة 12 مارس 2018 على موقع واي باك مشين.
- المندوبية السامية للتخطيط